# エバー・アフター・ハイ
エバー・アフター・ハイ(英: Ever After High)は2013年よりマテルが展開する着せ替え人形のシリーズ。マテルからはエバー・アフター・ハイに先立ってモンスター・ハイシリーズが展開されているが、本シリーズはおとぎ話や幻想文学を題材としている。

## 概要
おとぎ話の世界にあるボーディングスクール（全寮制学校）が舞台となっており、おとぎ話の登場人物の息子や娘たちがティーンエイジャーとして暮らしている。

## エバー・アフター・ハイの生徒
ロイヤル（Royal）とレーベル（Rebel）の二つのグループに大別される。

### ロイヤル
アップル・ホワイト (Apple White)
白雪姫の娘。明るいブロンドの髪、ライトシアンの瞳、白い肌、血のように赤い唇。華やかで活発、生まれつきのリーダー体質の優等生。一度歌うと小鳥や小動物たちが集まるプリンセス。生徒・教員共に大変な人気者。レイヴンが悪の女王、自分が母から白雪姫の役割を引き継ぐことが幸せな未来・責任だと信じている。しかし、レガシー・デーの一件から少しずつ考え方を変える。王子のデアリング・チャーミングとは校内公認で互いに認め合うベストカップル。レイヴン・クイーンとは同室。親友はブライア・ビューティーとブロンディ・ロックス。
アシュリン・エラ (Ashlynn Ella)
シンデレラの娘。赤みがかったブロンドの髪、エメラルドグリーンの瞳が特徴。自然と動物を愛する穏やかな性格で洋服などのデザインが得意。また、猟師の息子ハンター・ハンツマンとは密かな恋人同士。学校近くのブックエンド村の実家が経営しているらしいブランド靴店の手伝いもしている。同室はブライア・ビューティーで親友はファラー・ゴットフェアリーとクリスタル・ウィンター。
ダッチェス・スワン (Duchess Swan)
『白鳥の湖』に登場する白鳥の女王の娘。日頃からトゥシューズを履き、バレエを舞うような動作が特徴的。性格は少々高飛車で陰謀好き。自身の物語の結末が悲劇的なため、ハッピーエンドを迎える物語の生徒にちょっかいをかけることがある。バレエは上手いが、歌はあまり得意ではない。自分の意思で黒鳥に姿を変える事ができる。眠れる森の美女の悪の妖精のフェイベル・ソーンと友人。
デアリング・チャーミング (Daring Charming)
『シンデレラ』のプリンス・チャーミングが長じてキング・チャーミングになった後の息子。金髪に青い瞳、王冠が特徴。スポーツ全般が得意で甘いマスクから女子生徒に大人気なアップル同様、学内のリーダー的存在。自己陶酔で多少軽薄な性格でヘタれなお調子者で頼まれると断れないお人好しな一面がある。自分が毒林檎で眠ったアップルを救う王子だと信じている。
デクスター・チャーミング (Dexter Charming)
デアリングの弟でダーリンとは双子の兄。茶色の短髪に眼鏡、王冠が特徴。穏やかで落ち着いた性格の好青年。兄のデアリングとは対照的なあまり目立たず、あがり症な自分にコンプレックスを抱く。周りから浮きがちなレイヴンを気にかけ、片想い中。眼鏡を外すと印象がガラリと変わるタイプで隠れファンが少なからずいる。
ブライア・ビューティー (Briar Beauty)
眠れる森の美女の娘。ピンクがかかった茶色の髪と瞳が特徴。アップル・ホワイト一番の友人でイベント好きなパーティーガール。常にピンクのサングラスを髪に着用し、気がつくと授業中でも呪いで眠っている時にアイマスクのように使用している。一方、急なテスト前日に慌てる友人らに勉強を教えられるほど自力で学習をする努力家な一面がある。当初、100年の眠りにつく日が来るならその分、今を楽しもうと楽観的に考えていたが、実感が湧くにつれて友人と離れて100年後には1人になってしまう運命を恐れるようになる。ロザベラ・ビューティーはいとこ。
ブロンディ・ロックス (Blondie Lockes)
童話『3びきのくま』に登場する女の子ゴルディロックスの娘。長い金髪をリボンでまとめた髪に青い瞳が特徴。放送部でアナウンサーを務める好奇心旺盛で噂とおしゃべりが大好きで、自分にとっての『丁度いい！』を探すことに強いこだわりを持つ。ヘアピンでどんな物や場所の鍵でも開けられる特技がある。また、事件が発生する毎に火災やドラゴンの空中戦、氷雪のなかで自ら現場で報道するジャーナリスト精神は本物。

### レーベル
レイヴン・クイーン (Raven Queen)
主人公で邪悪な女王（『白雪姫』に登場するイビル・クイーン王妃 (白雪姫)）の娘でレーベルのリーダー。母親のような悪の道には進まず、自分の人生を生きることを望む。まだ勉強中でありながら、魔力は母親よりも強い。はっきり意見を言ったり物語をそのまま引き継ぐ伝統に異を唱える行動から一部生徒・教員に恐れられて問題児扱いされているが、実は人一倍傷つきやすい優しすぎる性格の持ち主。特技はギターで弾き語りからロックミュージックまで弾きこなせる。ペットは紫のドラゴンのレバモア。マデリーン・ハッターとセリース・フードが親友。
ダーリン・チャーミング (Darling Charming)
『シンデレラ』のプリンス・チャーミングが長じてキング・チャーミングになった後の娘。デクスターとは双子の兄。ライトブルーのラインの入ったブロンドの髪。ドレスは騎士の鎧をモチーフにしたデザインになっている。プリンセスのための勉強よりも剣術を好む行動派。
マデリーン・ハッター (Madeline Hatter)
『不思議の国のアリス』のマッドハッターの娘。レイヴン・クイーンの一番の友達。青緑色の髪と瞳が特徴。なぞなぞ好きな不思議ちゃん。ケーキや紅茶を取り出せるティーカップ型帽子をかぶる。エバーアフターハイのナレーター家族と唯一会話が可能。リジーとキティー、アリスターとバニーとは不思議の国に住んでいた頃からの友人。将来の夢は父親のマッドハッターと経営する紅茶と帽子の店を有名にすること。
ロザベラ・ビューティー (Rosabella Beauty)
『美女と野獣』の娘。ブライア・ビューティーはいとこになる。茶色の髪で眼鏡着用。動物好きでどんな相手でも見た目より内面の美しさを見る。

### その他
メロディ・パイパー (Melody Piper)
ハーメルンの笛吹き男の娘。銀髪に紫のメッシュヘア、ヘッドフォンが特徴。イベントやパーティー毎にDJを務める。笛吹き男の父親はエバーアフターハイの教員の1人。
アリスター・ワンダーランド (Alistair Wonderland)
『不思議の国のアリス』のアリスの息子。アッシュブロンドに青い瞳が特徴。ある事件を契機に時計うさぎの娘のバニー・ブランクと共に自身が住む不思議の国からエバーアフターハイへやって来る。バニーは相棒以上恋人未満の間柄でゲームと冒険好き。

## メディア展開
2014年6月からYouTubeで短編アニメシリーズを公開している。Netflixでは2015年2月より配信されており、2015年9月からは日本語字幕版、日本語吹替え版も配信されている。

### 日本語吹替え
- アシュリン・エラ - 大平香奈
- アップル・ホワイト - 桑島法子
- ダッチェス・スワン - 里郁美
- ブライア・ビューティー - 宮澤はるな
- ブロンディ・ロックス - 里郁美
- ダーリン・チャーミング - 鈴木美園
- マデリン・ハッター - 相川奈都姫
- レイヴン・クイーン - 榊原奈緒子
- メロディ・パイパー - まつだ志緒理